# アクシオム ミッション3
アクシオム ミッション3（Axiom Mission 3、Ax-3とも）はアクシオム・スペースが運用した国際宇宙ステーション（ISS）への民間有人ミッション。
このフライトは2024年1月18日に打ち上げられ、21日後に大西洋に無事着水した。このミッションはアクシオム・スペースが運用し、スペースXクルードラゴン宇宙船が使用された。

## クルー
クルー4人全員が軍のパイロットとしての経歴を有している。マイケル・ロペス＝アレグリアはアクシオム社の従業員として指揮官を務めた。イタリア空軍のワルター・ヴィラデイがこのミッションのパイロットだった。ミッションのスペシャリストは、トルコ出身の初の宇宙飛行士であるアルペル・ゲゼラフチュと、2022年欧州宇宙機関宇宙飛行士グループの最初のメンバーで宇宙飛行ミッションを受けたスウェーデンのプロジェクト宇宙飛行士マーカス・ヴァントだった。これは、ESAの後援を受けた宇宙飛行士にとって初の商業宇宙飛行ミッションでもあった。ヴァントのミッションの構成要素は、同じくスカンジナビアのESA宇宙飛行士アンドレアス・モーゲンセンミッション「フギン」と重なるため、「ムニン」と呼ばれている。

### 正規クルー
| 地位                        | 宇宙飛行士                                                           | 宇宙飛行士                                                           |
| --------------------------- | -------------------------------------------------------------------- | -------------------------------------------------------------------- |
| 宇宙船指揮官                | / マイケル・ロペス＝アレグリア, アクシオム・スペース 6回目の宇宙飛行 | / マイケル・ロペス＝アレグリア, アクシオム・スペース 6回目の宇宙飛行 |
| 操縦士                      | ワルター・ヴィラデイ, イタリア空軍 2回目の宇宙飛行                   | ワルター・ヴィラデイ, イタリア空軍 2回目の宇宙飛行                   |
| 第1ミッションスペシャリスト | アルペル・ゲゼラフチュ, TSA 1回目の宇宙飛行                          | アルペル・ゲゼラフチュ, TSA 1回目の宇宙飛行                          |
| 第2ミッションスペシャリスト | マーカス・ヴァント, SNSA / ESA 1回目の宇宙飛行                       | マーカス・ヴァント, SNSA / ESA 1回目の宇宙飛行                       |

### 予備クルー
| 地位                        | 宇宙飛行士                                                 | 宇宙飛行士                                                 |
| --------------------------- | ---------------------------------------------------------- | ---------------------------------------------------------- |
| 宇宙船指揮官                | ペギー・ウィットソン, アクシオム・スペース 5回目の宇宙飛行 | ペギー・ウィットソン, アクシオム・スペース 5回目の宇宙飛行 |
| 第1ミッションスペシャリスト | Tuva Cihangir Atasever, TSA 1回目の宇宙飛行                | Tuva Cihangir Atasever, TSA 1回目の宇宙飛行                |

## ミッション
クルーは、約2週間のミッションに向けて国際宇宙ステーションにドッキングすべく、フロリダ州の第39A発射施設から打ち上げられた。最終的なミッション期間は21日間となり、2024年2月9日に大西洋に着水して完了した。

## ギャラリー
アクシオム ミッション3
- アクシオム3の打ち上げ
- ISSに接近するアクシオム3
- ISSにドッキングしたアクシオム3